# (35054) 1983 WK
1983 دابليو كي (ويعرف أيضًا باسم (35054) 1983 دابليو كي وفق تسمية الكوكب الصغير) (بالإنجليزية: 1983 WK)‏ هو كويكب ضمن حزام الكويكبات؛ وترتيبه 35054 من حيث الاكتشاف.
اكتُشف هذا الجُرم الفلكي بواسطة Edward L. G. Bowell ‏ في 28 نوفمبر 1983.

## وصلات خارجية
- (35054) 1983 WK في قاعدة بيانات مختبر الدفع النفاث لأجرام النظام الشمسي الصغيرة

- الاكتشاف · مخطط المدار ·  العناصر المدارية · المعلمات المادية

- (35054) 1983 WK على موقع ويكي سكاي: DSS2, SDSS, GALEX, IRAS, Hydrogen α, X-Ray, Astrophoto, Sky Map, Articles and images